# La Trinité-des-Laitiers
La Trinité-des-Laitiers est une commune française, située dans le département de l'Orne en région Normandie, peuplée de 64 habitants.

## Géographie

### Hydrographie
La commune est située dans le bassin Seine-Normandie. Elle est drainée par la Guiel, la rivière de Touquettes, la rivière Morte et le fossé 02 de la commune de Saint-Evroult-de-Montfort,,.
La Guiel, d'une longueur de 24 km, prend sa source dans la commune  et se jette  dans la Charentonne à La Trinité-de-Réville, après avoir traversé huit communes. 
Un plan d'eau complète le réseau hydrographique : l'étang de l'Enfer (0,37 ha),.

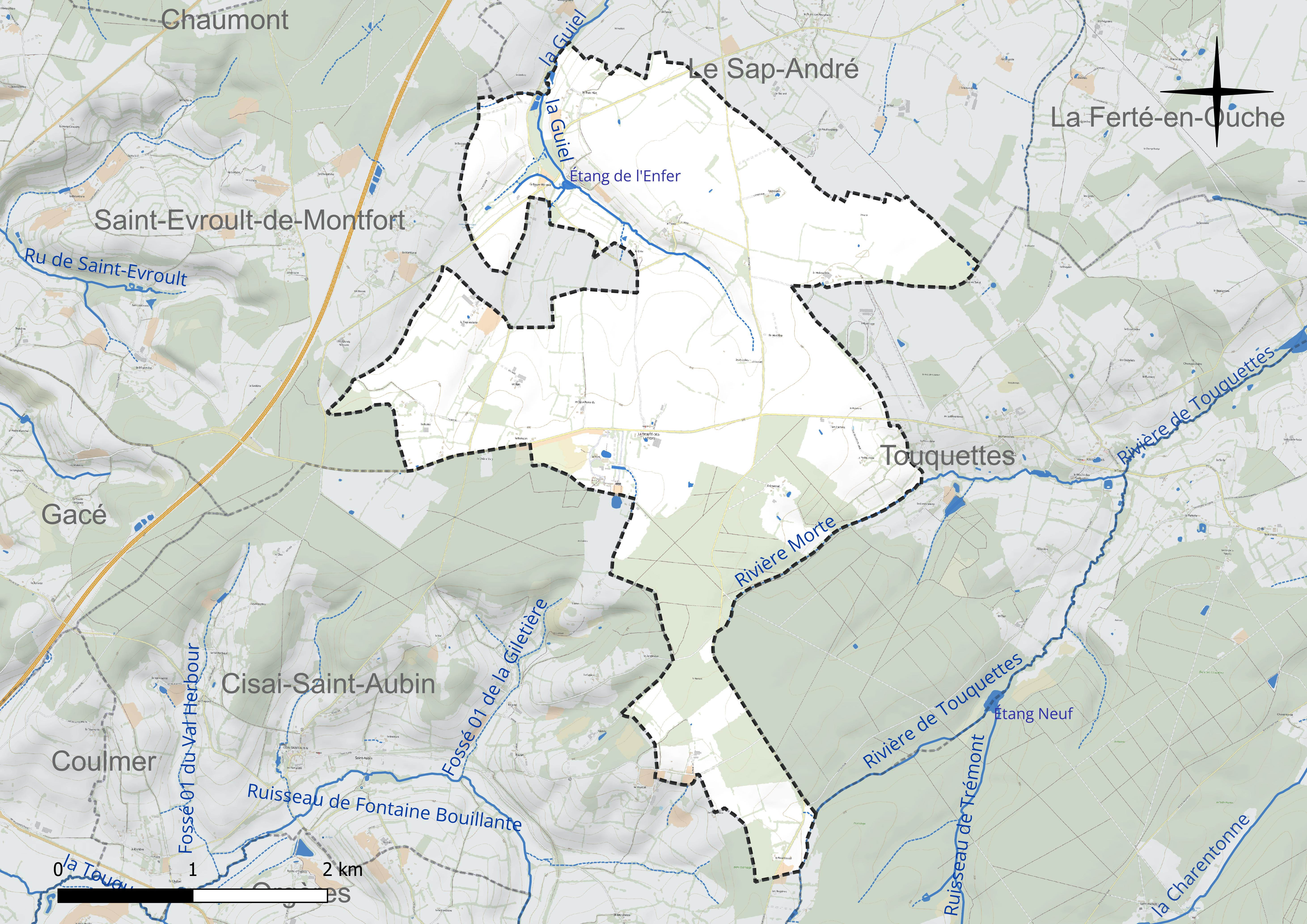
Réseau hydrographique de la Trinité-des-Laitiers.

### Climat
Pour des articles plus généraux, voir Climat de la Normandie et Climat de l'Orne.
En 2010, le climat de la commune est de type climat océanique dégradé des plaines du Centre et du Nord, selon une étude du CNRS s'appuyant sur une série de données couvrant la période 1971-2000. En 2020, Météo-France publie une typologie des climats de la France métropolitaine dans laquelle la commune est dans une zone de transition entre le climat océanique et le climat océanique altéré et est dans la région climatique Normandie (Cotentin, Orne), caractérisée par une pluviométrie relativement élevée (850 mm/a) et un été frais (15,5 °C) et venté. Parallèlement le GIEC normand, un groupe régional d’experts sur le climat, différencie quant à lui, dans une étude de 2020, trois grands types de climats pour la région Normandie, nuancés à une échelle plus fine par les facteurs géographiques locaux. La commune est, selon ce zonage, exposée à un « climat contrasté des collines », correspondant au Pays d'Ouche et au Perche et bénéficiant d’un caractère continental affirmé avec des précipitations atténuées et des amplitudes thermiques fortes.
Pour la période 1971-2000, la température annuelle moyenne est de 9,3 °C, avec une amplitude thermique annuelle de 13,9 °C. Le cumul annuel moyen de précipitations est de 836 mm, avec 13,1 jours de précipitations en janvier et 8,2 jours en juillet. Pour la période 1991-2020, la température moyenne annuelle observée sur la station météorologique la plus proche, située sur la commune de La Ferté-en-Ouche à 11 km à vol d'oiseau, est de 10,6 °C et le cumul annuel moyen de précipitations est de 797,5 mm,. Pour l'avenir, les paramètres climatiques de la commune estimés pour 2050 selon différents scénarios d’émission de gaz à effet de serre sont consultables sur un site dédié publié par Météo-France en novembre 2022.

## Urbanisme

### Typologie
Au 1er janvier 2024, La Trinité-des-Laitiers est catégorisée commune rurale à habitat très dispersé, selon la nouvelle grille communale de densité à sept niveaux définie par l'Insee en 2022.
Elle est située hors unité urbaine et hors attraction des villes,.

### Occupation des sols
L'occupation des sols de la commune, telle qu'elle ressort de la base de données européenne d’occupation biophysique des sols Corine Land Cover (CLC), est marquée par l'importance des territoires agricoles (83,1 % en 2018), une proportion identique à celle de 1990 (83,1 %). La répartition détaillée en 2018 est la suivante : 
terres arables (59,3 %), prairies (23,6 %), forêts (16,9 %), zones agricoles hétérogènes (0,2 %). L'évolution de l’occupation des sols de la commune et de ses infrastructures peut être observée sur les différentes représentations cartographiques du territoire : la carte de Cassini (XVIIIe siècle), la carte d'état-major (1820-1866) et les cartes ou photos aériennes de l'IGN pour la période actuelle (1950 à aujourd'hui).

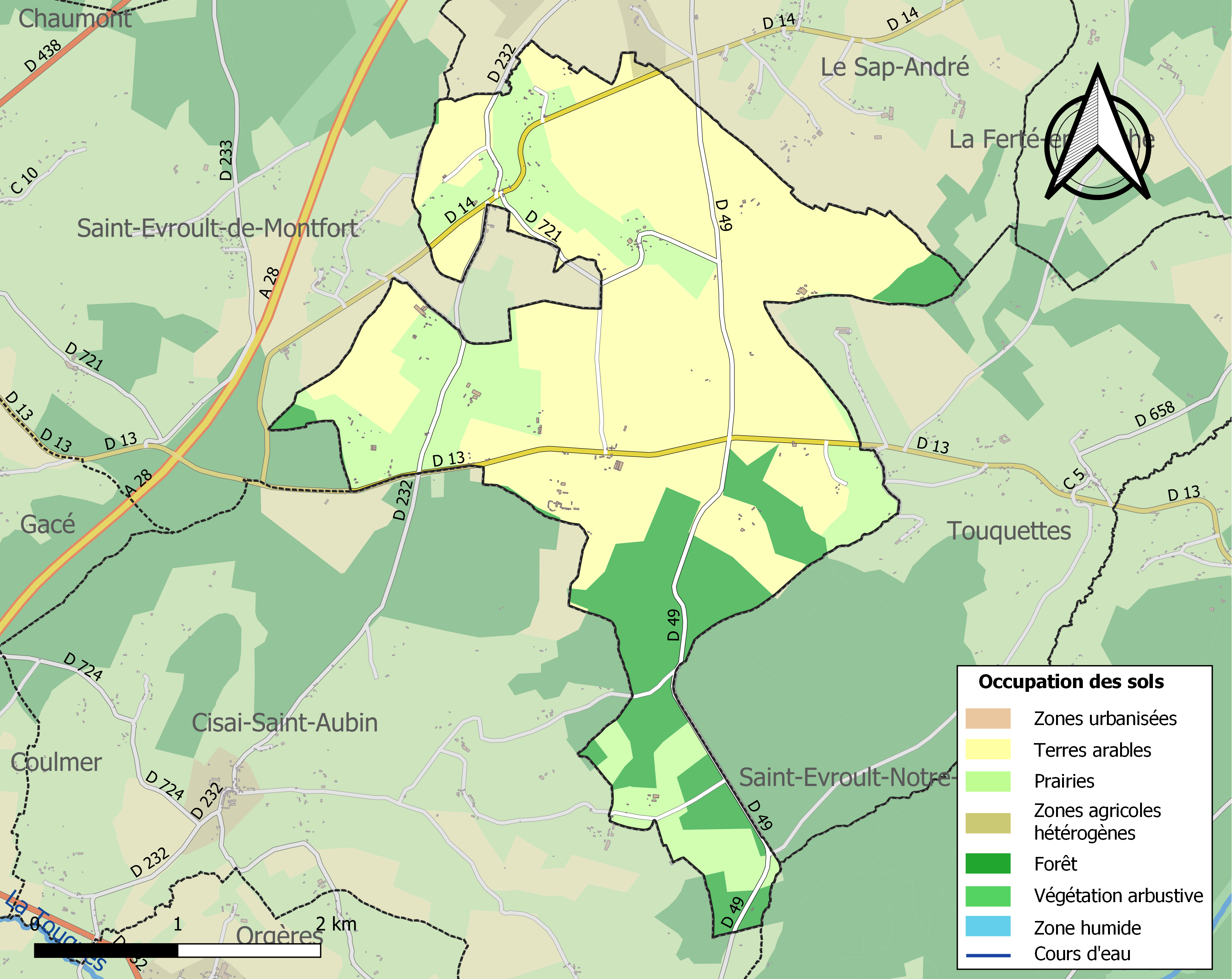
Carte des infrastructures et de l'occupation des sols de la commune en 2018 (CLC).

## Toponymie
Le nom de la localité est attesté sous la forme Les Laitiers en 1263, La Trinité des Lettiers en 1793.
La Trinité est un hagiotoponyme commun à une douzaine de communes en France.
L'élément laitiers est le souvenir de l'héritage de la florissante industrie de la métallurgie dans la toponymie régionale.

## Histoire
En 1821, La Trinité-des-Laitiers (192 habitants) absorbe Le Noyer-Menard (241 habitants).

## Politique et administration
| Période                                  | Période   | Identité         | Étiquette | Qualité     |
| ---------------------------------------- | --------- | ---------------- | --------- | ----------- |
| avant 1981                               | ?         | Robert Gérard    |           |             |
| 1995                                     | mars 2008 | Jacques Perraux  |           | Agriculteur |
| mars 2008                                | En cours  | Stéphane Lecaché | SE        | Agriculteur |
| Les données manquantes sont à compléter. |           |                  |           |             |

Le conseil municipal est composé de sept membres dont le maire et un adjoint.

## Population et société

### Démographie
L'évolution du nombre d'habitants est connue à travers les recensements de la population effectués dans la commune depuis 1793. Pour les communes de moins de 10 000 habitants, une enquête de recensement portant sur toute la population est réalisée tous les cinq ans, les populations de référence des années intermédiaires étant quant à elles estimées par interpolation ou extrapolation. Pour la commune, le premier recensement exhaustif entrant dans le cadre du nouveau dispositif a été réalisé en 2007.
En 2022, la commune comptait 64 habitants, en évolution de −14,67 % par rapport à 2016 (Orne : −3,21 %, France hors Mayotte : +2,11 %).
| 1793 | 1800 | 1806 | 1821 | 1836 | 1841 | 1846 | 1851 | 1856 |
| ---- | ---- | ---- | ---- | ---- | ---- | ---- | ---- | ---- |
| 187  | 158  | 199  | 192  | 369  | 381  | 385  | 342  | 314  |

| 1861 | 1866 | 1872 | 1876 | 1881 | 1886 | 1891 | 1896 | 1901 |
| ---- | ---- | ---- | ---- | ---- | ---- | ---- | ---- | ---- |
| 303  | 297  | 273  | 270  | 262  | 256  | 233  | 215  | 220  |

| 1906 | 1911 | 1921 | 1926 | 1931 | 1936 | 1946 | 1954 | 1962 |
| ---- | ---- | ---- | ---- | ---- | ---- | ---- | ---- | ---- |
| 199  | 216  | 188  | 207  | 193  | 220  | 220  | 215  | 203  |

| 1968 | 1975 | 1982 | 1990 | 1999 | 2006 | 2007 | 2012 | 2017 |
| ---- | ---- | ---- | ---- | ---- | ---- | ---- | ---- | ---- |
| 182  | 129  | 122  | 76   | 103  | 93   | 91   | 90   | 66   |

| 2022 | - | - | - | - | - | - | - | - |
| ---- | - | - | - | - | - | - | - | - |
| 64   | - | - | - | - | - | - | - | - |

## Culture locale et patrimoine

### Lieux et monuments
- Le domaine du château des Lettiers (XVIIIe siècle), partiellement inscrit aux Monuments historiques[30], son parc et un réseau hydraulique remarquable.
- Église de la Sainte-Trinité (XVIe ou XVIIe siècle).

### Personnalités liées à la commune
- Luc Besson habite au domaine du château des Lettiers[31].

Il y a édifié des studios et auditoriums d'enregistrement et de mixage exceptionnels pour la musique et le cinéma : la Digital Factory.

### La Trinité-des-Laitiers dans les arts
Les films Jeanne d'Arc et Arthur et les minimoys ont été en partie tournés dans le domaine, ainsi que dans la région proche.
En juin 2005, le groupe Indochine  a passé plusieurs semaines dans cette commune pour y enregistrer plusieurs titres de l'album Alice & June, notamment avec la chorale de Normandie Normandy Kids. Le groupe y retourne en 2011 pour travailler sur ce qui deviendra l'album Black city parade.